# Czarny Róg (powiat piski)
Czarny Róg (niem. Faulbruchswerder) – osada w Polsce położona w województwie warmińsko-mazurskim, w powiecie piskim, w gminie Pisz.
W latach 1975–1998 miejscowość administracyjnie należała do województwa suwalskiego.